# Moorefield (Arkansas)
Moorefield – miasto w Stanach Zjednoczonych, w stanie Arkansas, w hrabstwie Independence.